# Ben Gibson
Benjamin James "Ben" Gibson (Nunthorpe, 15 januari 1993) is een Engels voetballer die doorgaans als centrale verdediger speelt. Hij verruilde Burnley in juli 2021 voor Norwich City.

## Clubcarrière
Gibson sloot zich op twaalfjarige leeftijd aan bij Middlesbrough. In 2010 tekende hij zijn eerste profcontract. Op 25 april 2011 maakte de centrumverdediger zijn profdebuut in de competitiewedstrijd tegen Coventry City. In augustus 2011 werd hij voor drie maanden uitgeleend aan Plymouth Argyle. In januari 2012 werd de Engelse jeugdinternational opnieuw voor drie maanden uitgeleend, ditmaal aan York City. Het merendeel van het seizoen 2012/13 bracht op uitleenbasis bij Tranmere Rovers door. In 2013 keerde Gibson terug bij Middlesbrough en greep hij zijn kans in het eerste elftal.

## Interlandcarrière
Gibson kwam uit voor verschillende Engelse nationale jeugdelftallen.